# Ahrenshoop
Ahrenshoop település Németországban, Mecklenburg-Elő-Pomeránia tartományban. Lakosainak száma 676 fő (2023. december 31.).

## Népesség
A település népességének változása:
| Lakosok száma | 638  | 635  | 622  | 639  | 680  | 676  |
|               | 2015 | 2017 | 2019 | 2021 | 2022 | 2023 |